# Lechaion-Basilika

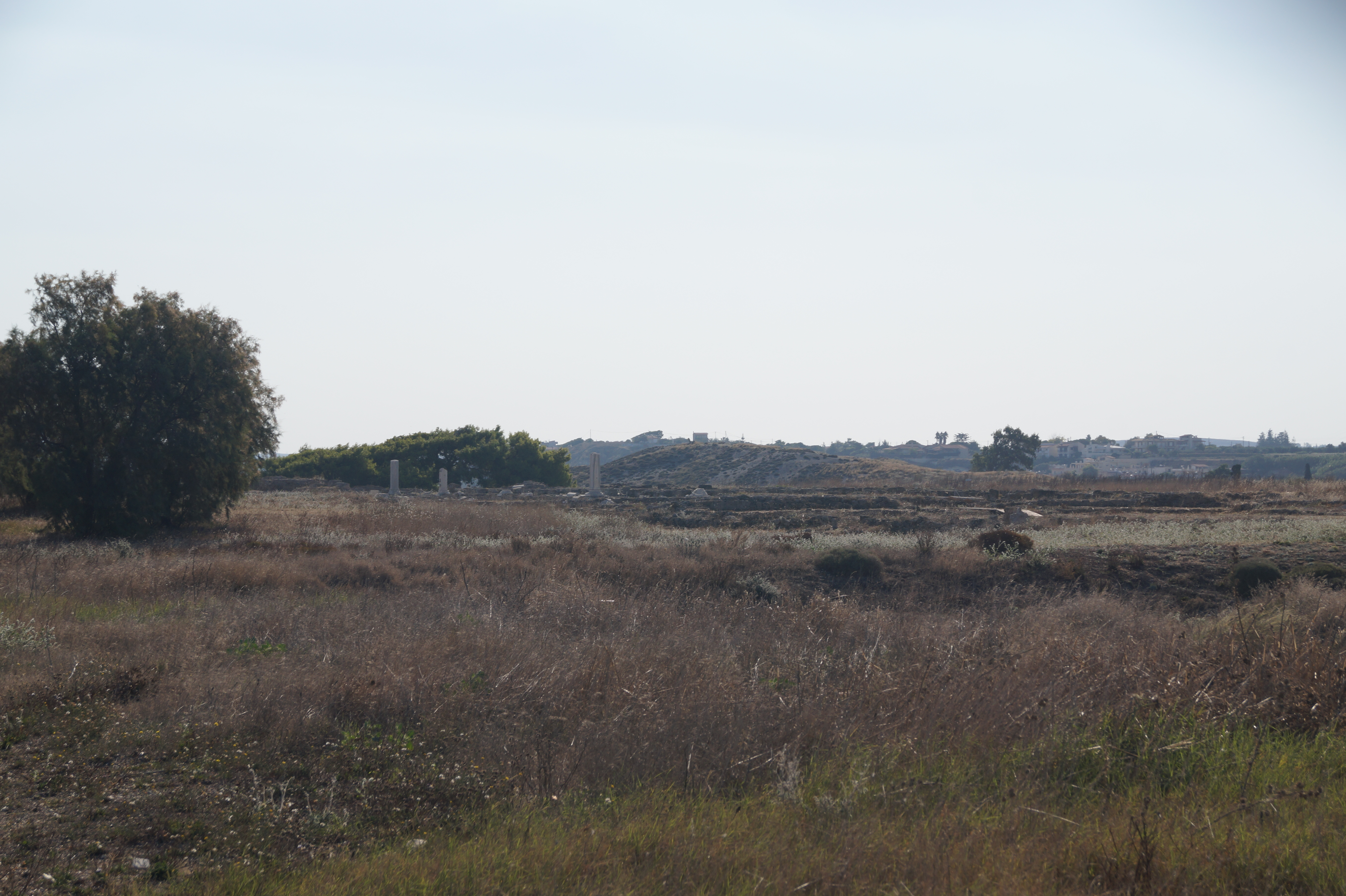
Blick von Westen auf die Ruinen der Basilika

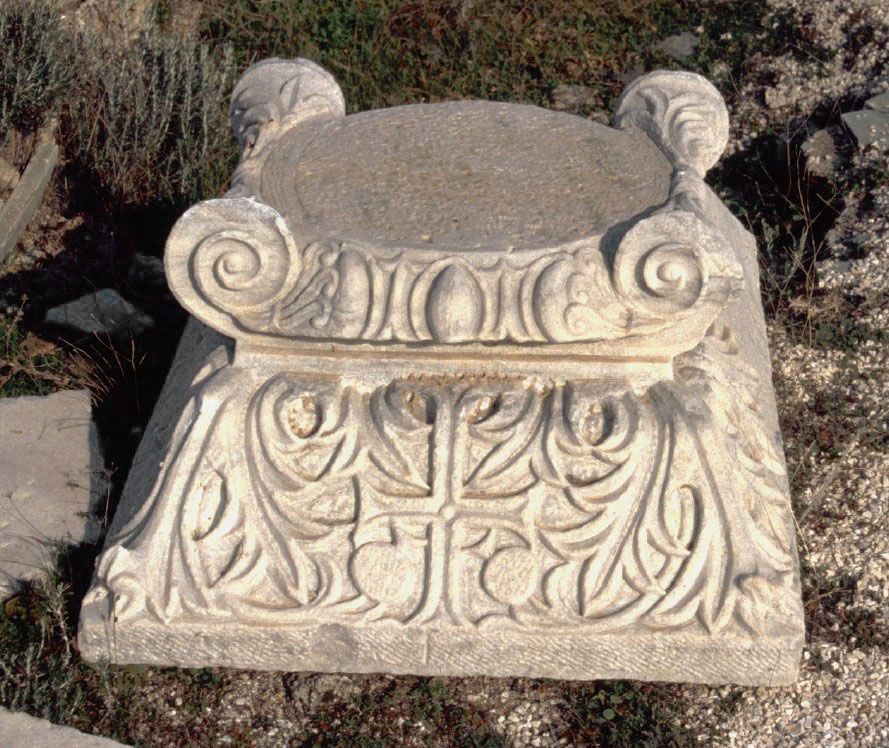
Säulenkapitell der Basilika

Die Lechaion-Basilika (neugriechisch Βασιλική Λεχαίου) war eine frühchristliche Kirche in Lechaion, dem westlichen Hafen Korinths. Sie war vermutlich dem heiligen Leonidas von Trizina geweiht, weshalb sie auch Leonidas-Basilika genannt wird. Sie war eine der größten Kirchen zu dieser Zeit.
Von 1956 bis 1961 wurde sie von dem griechischen Archäologen Demetrios I. Pallas ausgegraben.

## Beschreibung
Die Lechaion-Basilika wurde auf einem sandigen Gelände zwischen der Küste und dem künstlichen Hafenbecken von Lechaion errichtet. Die dreischiffige Kirche hatte eine Länge von 117,50 m und eine Breite von 33,30 m. Mit dem westlich gelegenen Atrium hatte der Gebäudekomplex eine Gesamtlänge von 179 m. Das Atrium hatte eine Breite von 35,50 m und eine Länge von etwa 62 m, wobei die Nordmauer etwa 1 m länger war als die Südmauer. Der Innenhof von 30,50 m mal 21,90 m war im Norden, Westen und Süden von einer offenen Halle umgeben. Die nördliche und westliche Halle hatten eine Breite von 5,40 m, die südliche eine Breite 5,70 m. In der Mitte der westlichen Mauer des Innenhofs gab es einen Torbau von etwa 4 m mal 4 m. Zu beiden Seiten gab es 8 m lange Wasserbecken. Durch das Tor erreichte man eine halbkreisförmige Halle von 5,70 m Breite, die im Norden und Süden auf die äußere Vorhalle der Basilika stieß. Dazwischen befand sich ein weiterer Innenhof mit einem 9,10 m langen und 4,10 m breiten Wasserbecken. Nördlich und südlich der äußeren Vorhalle stand jeweils ein Turm. Durch zwei Türen gelangte man von der äußeren in die innere fünfschiffige Vorhalle. Außerdem gab es im Norden und Süden jeweils eine Tür nach außen und eine in nördliche und südliche Nebenräume. Der nördliche längliche Raum war vermutlich ein Inkubationsraum und diente dem Heilschlaf.
Das Mittelschiff der Basilika war wie für den Gebäudetyp üblich höher und mit etwa 17,50 m etwa doppelt so breit wie die Seitenschiffe. Durch 23 Säulen mit Schrankenmauer waren die Schiffe voneinander getrennt. Im östlichen Teil erweiterte sich die Kirche auf 46,50 m und fünf Schiffe. In der Mitte lag das Sanktuarium mit dem Altar. Im Halbrund der Apsis befanden sich Sitze für die Priester. Hier fand man auch das Grab des Presbyters Thomas. Am nordwestlichen und südwestlichen Eck gab es jeweils einen quadratischen Raum von etwa 5 m mal 5 m. Im nördlichen Raum standen Säulen im Karree angeordnet. Hier befand sich möglicherweise ein Märtyrergrab. Vom westlichen Ende des Sanktuariums führte eine 19 m lange Rampe nach Westen ins Mittelschiff zu einer achteckigen Kanzel. Die Böden und Wände waren mit weißen und schwarzen Marmorplatten verkleidet. Die Säulen, Kapitelle und Schranken waren aus Prokonnesischem Marmor. Diese und die Größe und gleichmäßige Anordnung lassen vermuten, dass die Basilika vom römischen Staat gestiftet wurde und eine Bischofskirche war.
Durch die nördliche Tür in der inneren Vorhalle gelangte man zum Baptisterium. Man betrat zuerst eine längliche Eingangshalle von 23 m Länge und 9,50 m Breite mit Apsiden an beiden Enden durch eine Tür in der südlichen Apsis. Im Norden führte eine Tür nach Osten zu einem kleeblattförmigen Apodyterion. Im Süden führte eine östliche Tür zum eigentlichen Taufraum. Er war achteckig und hatte im Osten eine Apsis. In der Mitte gab es ein großes Taufbecken, in dem der Täufling komplett untergetaucht wurde. Der Grundriss entspricht zeitgenössischen Badehäusern, aber auch Martyria und Gräbern in Italien und Nordafrika. Es diente wahrscheinlich auch als Heiligtum des heiligen Leonidas.

## Geschichte
Mitte des 3. Jahrhunderts sollen Leonidas und seine Begleiterinnen ihr Martyrium erlitten haben und am Strand von Lechaion begraben worden sein. Über ihrem Grab wurde eine Kirche errichtet. Diese Kirche wurde vor dem Bau der Basilika durch das Baptisterium ersetzt. In den Fundamenten der Basilika fand man eine Münze des Markian (450–457) – der Bau des Gebäudes wurde also nicht vor 450 begonnen. Eine weitere Münze des Anastasios I. (491–518) steht für die annähernde Fertigstellung der Basilika. Das Erdbeben von 521/2 scheint die Kirche ohne größeren Schäden überstanden zu haben. Es wurden auch einige Münzen des Kaisers Justin I. (518–527) ausgegraben. Zu seiner Zeit – vermutlich nach dem Erdbeben – wurde das Atrium errichtet. Die Kirche hatte zu dieser Zeit noch keinen Fußboden und kein Dach und wurde wohl um 530 fertiggestellt. Auch beim Erdbeben von 551/2 blieb die Lechaion-Basilika unbeschadet. So wurde das Grab des Presbyters Thomas, das auf die Zeit um 600 datiert wird, unter eingestürzten Mauern der Apsis gefunden. Außerdem fand man eine Münze von Konstans II. (641–668) in ungestörter Lage, was zeigt, dass die Basilika bis mindestens Mitte des 7. Jahrhunderts in Gebrauch war.